# Massengrab in Mirna Peč

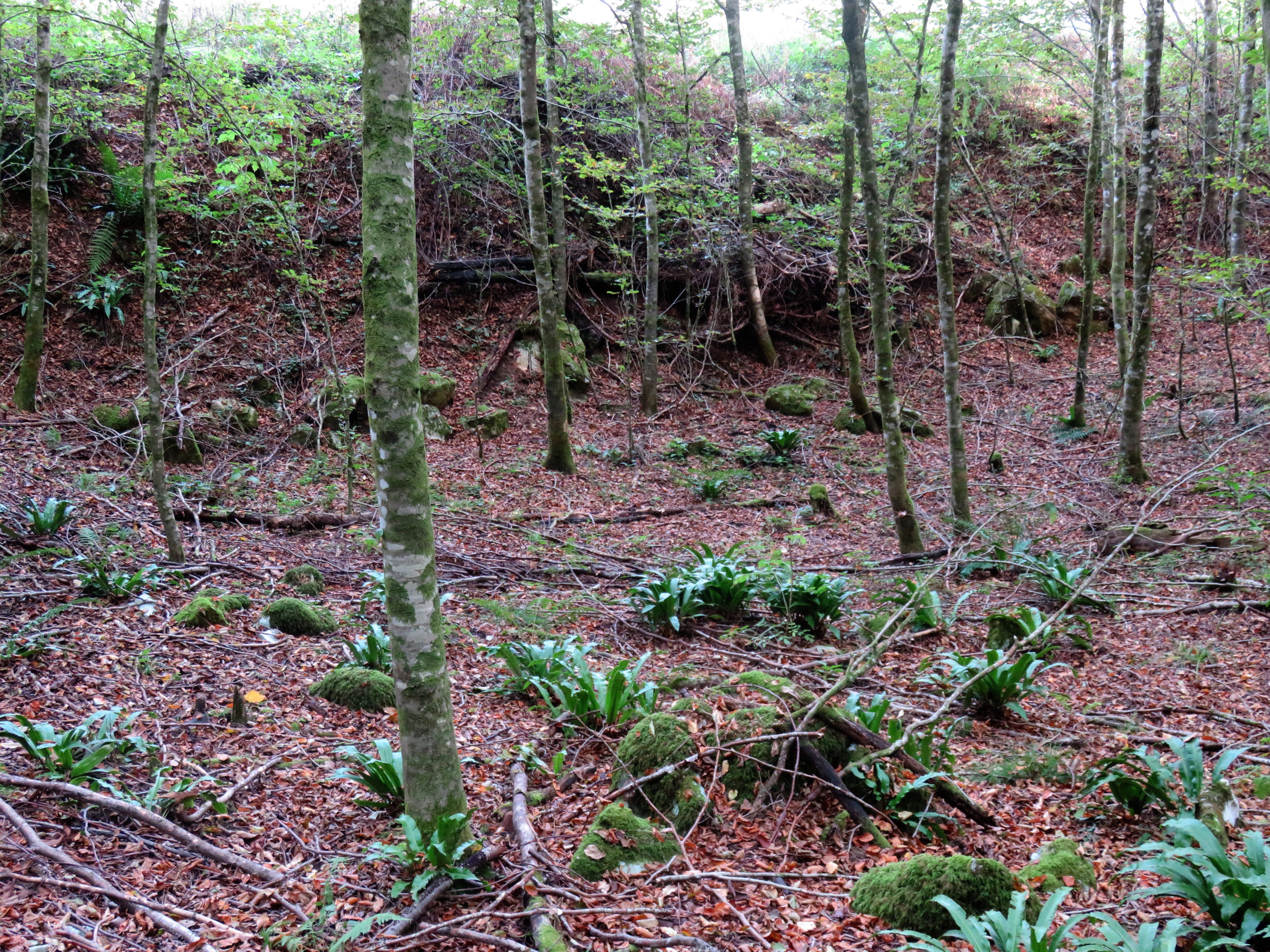
Das Massengrab der Bärenhöhle in Grč Vrh

Auf dem Gebiet der Gemeinde Mirna Peč in Slowenien wurde bisher (Stand Februar 2024) ein Massengrab in Grč Vrh gefunden, das mit dem Zweiten Weltkrieg oder seinen Folgen in Verbindung steht. 
- Das Massengrab der Bärenhöhle (slowenisch: Grobišče Medvedova jama) liegt südlich der Siedlung Grč Vrh, am Nordhang des Pogorelec-Hügels, an der Straße von Brezova Reber pri Dvoru nach Prečna. Es enthält die Überreste unbestimmter Opfer, basierend auf menschlichen Knochen, die von Höhlenforschern vor Ort gefunden wurden.[1]